# Frank Leidenberger

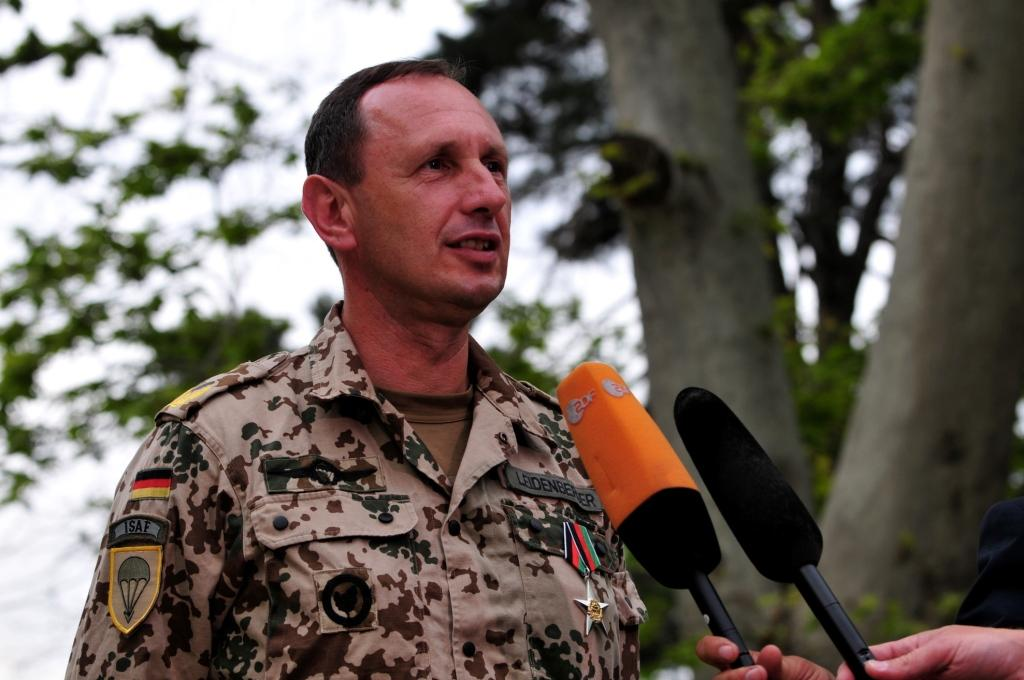
Frank Leidenberger 2010

Frank Leidenberger (* 2. November 1958 in Nürnberg) ist ein Generalleutnant a. D. des Heeres der Bundeswehr und seit September 2018 für den IT-Dienstleister der Bundeswehr, die BWI GmbH, in der Geschäftsführung tätig.

## Werdegang
1977 trat Leidenberger beim Panzeraufklärungsbataillon 10 in Ingolstadt in den Dienst der Bundeswehr und nahm 1978 am 47. Offizierlehrgang der Kampftruppenschule II in Munster teil. Von 1978 bis 1982 schloss sich das Studium der Wirtschafts- und Organisationswissenschaften an der Universität der Bundeswehr München an, das er als Diplom-Kaufmann abschloss.
Nach dem Studium war Leidenberger bis 1990 als Zugführer, Nachrichtenoffizier (S2) und Kompaniechef beim Gebirgsaufklärungsbataillon 8 in Freyung eingesetzt.

### Stabsoffizier
Von 1990 bis 1992 absolvierte er den 33. Generalstabslehrgang an der Führungsakademie der Bundeswehr in Hamburg. 1992 erfolgte die Versetzung nach München zum Amt für Militärkunde, der personalführenden Dienststelle für Angehörige der Bundeswehr, die beim Bundesnachrichtendienst (BND) eingesetzt sind, wo er bis 1995 diente. Von 1995 bis 1998 übernahm er in Amberg den Posten des Generalstabsoffiziers für Führung, Organisation und Ausbildung (G 3) der Panzerbrigade 12 unter dem Kommando von Ulrich Wolf und Fritz von Korff.
Nach dieser Stabsverwendung übernahm Leidenberger von 1998 bis 2000 mit dem Panzeraufklärungsbataillon 13 in Gotha ein Truppenkommando. Während dieser Verwendung war er vom November 1998 bis zum April 1999 im Rahmen der SFOR im Auslandseinsatz. Er kommandierte in Sarajevo den gepanzerten Einsatzverband der Multinationalen Brigade Centre (DFGFA). Zurück in Deutschland übernahm er für ein Jahr an der Führungsakademie den Posten eines Tutors in der Generalstabsausbildung. 2001 wurde Leidenberger ins Bonner Bundesministerium der Verteidigung versetzt, wo er bis 2002 als Referent für Militärpolitische Grundlagen und Bilaterale Beziehungen im Führungsstab der Streitkräfte (FüS III 1) unter dem Kommando von Egon Ramms eingesetzt war.
Im Jahr 2002 wurde Leidenberger als Operationsgeneralstabsoffizier (G3) in den Stab des Eurokorps nach Straßburg versetzt, wo er unter Holger Kammerhoff diente. Nachdem der französische General Jean-Louis Py im September 2003 das Kommando über das Straßburger Korps übernommen hatte, diente Leidenberger weiterhin als dessen G3-Offizier und absolvierte mit ihm auch einen weiteren Auslandseinsatz im Rahmen der ISAF in Afghanistan, wo er von August 2004 bis Februar 2005 als stellvertretender Stabschef im Hauptquartier in Kabul eingesetzt war.
Wieder in Deutschland und datiert auf das Jahr 2004 übernahm Leidenberger in Regensburg den Posten des Chefs des Stabes der Division Spezielle Operationen unter dem Kommando von Rainer Glatz. Nach zwei Jahren auf diesem Posten wurde er 2006 abermals ins Verteidigungsministerium versetzt und war in Bonn als Referatsleiter Konzeption der Bundeswehr und Transformation im Führungsstab der Streitkräfte (FüS VI 2) unter der Leitung von Manfred Engelhardt eingesetzt.

### General
Zum 1. Juni 2008 übernahm Leidenberger unter Ernennung zum Brigadegeneral schließlich von Dieter Warnecke das Kommando über die Luftlandebrigade 31 in Oldenburg. Zudem war Leidenberger seit dem 29. November 2009 im Auslandseinsatz, diesmal im Rahmen der ISAF in Afghanistan, wo er von Jürgen Setzer den Posten des Kommandeurs des deutschen Einsatzkontingents und zugleich den des Regionalkommandeurs Nord (RC North) übernahm. Während seiner Kommandeurzeit führte er zusammen mit Haji Murad Ali, dem Kommandeur des 209. ANA Korps, u. a. die Operation Taohid in der nordafghanischen Provinz Baghlan durch. Den Posten des ISAF-Regionalkommandeurs Nord übergab er am 20. Juni 2010 an Hans-Werner Fritz.
Das Kommando über die Luftlandebrigade 31 übergab Leidenberger am 11. November 2010 an Reinhardt Zudrop. Bereits im September 2010 übernahm Leidenberger von Jürgen Weigt in Ulm den Posten des Deputy Chief of Staff Operations im Kommando Operative Führung Eingreifkräfte unter dessen ebenfalls neuen Befehlshaber Markus Bentler. Seit dem 1. Oktober 2012 bis Ende April 2015 leitete er das Planungsamt der Bundeswehr in Berlin. Von Juni 2015 bis 11. Juli 2016 war er Chef des Stabes der ISAF-Folgemission Resolute Support in Afghanistan.
Vom 8. September 2016 bis 31. August 2018 war Leidenberger Kommandeur Deutsche Anteile Multinationale Korps/Militärische Grundorganisation im Kommando Heer in Strausberg. Diesen Dienstposten übergab Leidenberger an Generalmajor Stephan Thomas. Leidenberger war von September 2018 bis Februar 2023 als Chief Digital Officer für die BWI GmbH tätig und wurde dafür von der Bundeswehr beurlaubt.
Seit Februar 2023 leitet Leidenberger als Chief Executive Officer die BWI GmbH. Von der Bundeswehr wurde er am 28. August 2023 nach 46 Dienstjahren mit einem Großen Zapfenstreich in den Ruhestand verabschiedet. Offiziell trat er im September 2023 in den Ruhestand.
Auch nach der Zurruhesetzung als Soldat ist er weiterhin in der Geschäftsführung der BWI tätig, bis er im Herbst 2025 durch Bernhard Günther abgelöst wird.

## Privates
Leidenberger ist verheiratet und hat zwei Kinder.